# ANAVIA HT-100
ANAVIA HT-100 – bezzałogowy śmigłowiec z dwoma wirnikami nośnymi w układzie Flettnera, przeznaczony do realizacji zadań logistycznych lub misji z zakresu rozpoznania i obserwacji.

## Historia
Konstrukcja powstała w szwajcarskiej firmie ANAVIA. W listopadzie 2023 roku, większościowy pakiet 52% akcji został wykupiony przez mającą swoją siedzibę w Abu Dabi w Zjednoczonych Emiratach Arabskich firmę EDGE. 25 stycznia 2024 roku poinformowała ona o sprzedaży dwustu aparatów HT-100 i HT-750 Ministerstwu Obrony Zjednoczonych Emiratów Arabskich. Konstrukcja może realizować misje logistyczne, przenosząc ładunki lub zadania z zakresu rozpoznania i obserwacji.